# 加菲爾德鎮區 (內布拉斯加州卡斯特縣)
加菲爾德鎮區（英語：Garfield Township）是位於美國內布拉斯加州卡斯特縣的一個行政鎮區。

## 地方資料
加菲爾德鎮區的面積為170.79平方千米，皆為陸地。根據2020年美國人口普查的數據，當地共有人口106人，而人口密度為每平方千米0.62人。